# Кронсталь
Кронсталь (нім. Kronstal) — колишня німецька колонія над річкою Середня Хортиця.
На 1886 рік у Кронсталі було 376 мешканців, 60 дворів, школа, магазин, колісний завод. Поселення входило до складу Хортицької волості Катеринославського повіту.
Нині є східною частиною села Долинське Запорізького району.